# Packera aurea
Packera aurea là một loài thực vật có hoa trong họ Cúc. Loài này được (L.) Á.Löve & D.Löve mô tả khoa học đầu tiên.